# Prosena pectoralis
Prosena pectoralis là một loài ruồi trong họ Tachinidae.